# Calvin Smith (Leichtathlet, 1987)

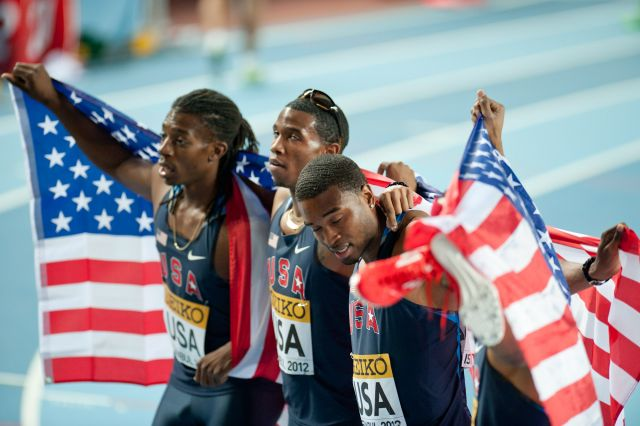
Calvin Smith (links) nach dem Staffelsieg 2012 in Istanbul

Calvin Smith (* 10. Dezember 1987) ist ein US-amerikanischer Sprinter, der sich auf den 400-Meter-Lauf spezialisiert hat.
2007 siegte er bei den Nordamerika-Zentralamerika-Karibikmeisterschaften.
2008 kam er bei den US-Trials für die Olympischen Spiele in Peking auf den fünften Platz und wurde daraufhin als Ersatzmann für die 4-mal-400-Meter-Staffel nominiert.
2012 wurde er US-Vizemeister in der Halle und siegte mit der US-Mannschaft bei den Hallenweltmeisterschaften in Istanbul in der 4-mal-400-Meter-Staffel.
Calvin Smith ist 1,80 m groß und wiegt 73 kg. Er ist Absolvent der University of Florida und wird von Mike Holloway trainiert. Sein Vater Calvin Smith wurde zweimal Weltmeister über 200 Meter und hielt den Weltrekord über die 100 Meter.

## Persönliche Bestzeiten
- 200 m: 20,68 s, 4. April 2009, Gainesville
  - Halle: 20,67 s, 27. Februar 2010, Fayetteville
- 400 m: 44,81 s, 17. April 2010, Gainesville
  - Halle: 45,61 s, 28. Februar 2010, Fayetteville